# Ovaloencyrtus
Ovaloencyrtus is een geslacht van vliesvleugeligen uit de familie Encyrtidae. De wetenschappelijke naam van dit geslacht is voor het eerst geldig gepubliceerd in 1984 door Noyes & Hayat.

## Soorten
Het geslacht Ovaloencyrtus is monotypisch en omvat slechts de volgende soort:
- Ovaloencyrtus fijiensis Noyes & Hayat, 1984